# Franjo Kuharić
Franjo Kuharić (Pribić, 15 aprile 1919 – Zagabria, 11 marzo 2002) è stato un cardinale e arcivescovo cattolico croato.

## Biografia
Nacque a Pribić il 15 aprile 1919.
Papa Giovanni Paolo II lo elevò al rango di cardinale nel concistoro del 2 febbraio 1983.
Morì l'11 marzo 2002 all'età di 82 anni.

## Genealogia episcopale e successione apostolica
La genealogia episcopale è:
- Cardinale Scipione Rebiba
- Cardinale Giulio Antonio Santori
- Cardinale Girolamo Bernerio, O.P.
- Arcivescovo Galeazzo Sanvitale
- Cardinale Ludovico Ludovisi
- Cardinale Luigi Caetani
- Cardinale Ulderico Carpegna
- Cardinale Paluzzo Paluzzi Altieri degli Albertoni
- Papa Benedetto XIII
- Papa Benedetto XIV
- Papa Clemente XIII
- Cardinale Bernardino Giraud
- Cardinale Alessandro Mattei
- Cardinale Pietro Francesco Galleffi
- Cardinale Giacomo Filippo Fransoni
- Cardinale Carlo Sacconi
- Cardinale Edward Henry Howard
- Cardinale Mariano Rampolla del Tindaro
- Cardinale Rafael Merry del Val
- Arcivescovo Anton Bauer
- Arcivescovo Josip Antun Ujčić
- Cardinale Franjo Šeper
- Cardinale Franjo Kuharic

La successione apostolica è:
- Vescovo Djuro Kokša (1978)
- Vescovo Anton Bogetic (1984)
- Arcivescovo Anton Tamarut (1986)
- Cardinale Josip Bozanić (1989)
- Arcivescovo Želimir Puljić (1990)
- Arcivescovo Marin Srakić (1990)
- Arcivescovo Ivan Prendja (1990)
- Vescovo Juraj Jezerinac (1991)
- Vescovo Marko Culej (1992)
- Vescovo Ratko Perić (1992)
- Vescovo Djuro Gašparović (1996)
- Vescovo Ante Ivas (1997)
- Vescovo Antun Škvorcevic (1997)